# Ian Bogost
 (février 2024).
La mise en forme du texte ne suit pas les recommandations de Wikipédia : il faut le « wikifier ».
Les points d'amélioration suivants sont les cas les plus fréquents. Le détail des points à revoir est peut-être précisé sur la page de discussion.
- Les titres sont pré-formatés par le logiciel. Ils ne sont ni en capitales, ni en gras.
- Le texte ne doit pas être écrit en capitales (les noms de famille non plus), ni en gras, ni en italique, ni en « petit »…
- Le gras n'est utilisé que pour surligner le titre de l'article dans l'introduction, une seule fois.
- L'italique est rarement utilisé : mots en langue étrangère, titres d'œuvres, noms de bateaux, etc.
- Les citations ne sont pas en italique mais en corps de texte normal. Elles sont entourées par des guillemets français : « et ».
- Les listes à puces sont à éviter, des paragraphes rédigés étant largement préférés. Les tableaux sont à réserver à la présentation de données structurées (résultats, etc.).
- Les appels de note de bas de page (petits chiffres en exposant, introduits par l'outil «  Source ») sont à placer entre la fin de phrase et le point final[comme ça].
- Les liens internes (vers d'autres articles de Wikipédia) sont à choisir avec parcimonie. Créez des liens vers des articles approfondissant le sujet. Les termes génériques sans rapport avec le sujet sont à éviter, ainsi que les répétitions de liens vers un même terme.
- Les liens externes sont à placer uniquement dans une section « Liens externes », à la fin de l'article. Ces liens sont à choisir avec parcimonie suivant les règles définies. Si un lien sert de source à l'article, son insertion dans le texte est à faire par les notes de bas de page.
- La présentation des références doit suivre les conventions bibliographiques. Il est recommandé d'utiliser les modèles {{Ouvrage}}, {{Chapitre}}, {{Article}}, {{Lien web}} et/ou {{Bibliographie}}. Le mode d'édition visuel peut mettre en forme automatiquement les références.
- Insérer une infobox (cadre d'informations à droite) n'est pas obligatoire pour parachever la mise en page.

Pour une aide détaillée, merci de consulter Aide:Wikification.
Si vous pensez que ces points ont été résolus, vous pouvez retirer ce bandeau et améliorer la mise en forme d'un autre article.
 (février 2024).
Si vous disposez d'ouvrages ou d'articles de référence ou si vous connaissez des sites web de qualité traitant du thème abordé ici, merci de compléter l'article en donnant les références utiles à sa vérifiabilité et en les liant à la section « Notes et références ».
 (février 2024).
Ian Bogost est professeur au Georgia Institute of Technology, chercheur dans le domaine du jeu vidéo et game designer. Il est fondateur du studio de développement Persuasive Games. Il est fondateur et rédacteur du blog Water Cooler Games.
Il est également connu en tant que développeur du jeu satirique Cow Clicker et pour avoir reçu deux récompenses au festival IndieCade en 2010 pour sa série de jeux A Slow Year.
Il est aussi rédacteur à The Atlantic, un magazine culturel mensuel américain. 

## Biographie
Bogost a reçu un bachelor en philosophie et littérature comparée de l'université de Californie du Sud en 1998, un master en littérature comparée de l'université de Californie de Los Angeles en 2001, puis un doctorat provenant de la même université en 2004. 

### Philosophie sur le jeu
Ian Bogost écrit et s'exprime sur les jeux vidéo, et particulièrement sur leur potentiel à faire mener une réflexion au joueur. Il cherche à créer des jeux critiquant certains sujets sociétaux, et abordant des thèmes comme les soins de santé ou encore les problèmes des sans-abris. Ces jeux visent à placer le joueur dans la peau de quelqu'un d'autre afin de le faire réfléchir différemment. 
Bogost oppose sa pensée à celle de Miguel Sicart sur le sujet de l'attribution du ludique. Sicart qualifie de ludique le comportement que les humains peuvent avoir lors d'une activité, leur attitude, alors que Bogost attribue cela à une caractéristique des objets que l'on peut utiliser. Ainsi selon Bogost, tout objet, et même toute situation pourrait avoir une dimension ludique ; il suffirait d'être capable de la percevoir.  

#### Rhétorique procédurale
Ian bogost a formulé le concept de rhétorique procédurale dans son livre Persuasive Games : The Expressive Power of Videogame. Il s'agit de l'utilisation de processus et de systèmes pour formuler des arguments ou exprimer des idées, ce que l'on retrouve souvent dans les jeux et les simulations. Selon Bogost, la rhétorique procédurale exprime un lien entre des problèmes systémiques complexes auxquels nous sommes confrontés dans le monde et la manière dont les game designers les expriment. Bogost voit les jeux comme des "expressions délibérées de perspectives particulières", ayant un potentiel de réflexion et d'apprentissage du joueur et pouvant être utilisé pour critiquer des modèles et réfléchir sur des problématiques actuelles. Bogost a illustré ces idées avec des jeux visant à critiquer certains aspects du système, notamment avec Cow Clicker, satire de jeu que l'on peut trouver sur les réseaux sociaux, ou Hord of directors, dans lequel le joueur incarne un activiste voulant créer un programme social. 

#### La ludification ou gamification
La ludification est un principe s'appuyant sur le système de récompense humain visant à utiliser des mécaniques ludiques dans différents domaines. Dans des situations d'apprentissage ou de travail, elle a pour but de raviver la motivation et d'aborder des problématiques d'une manière différente. Du point de vue de Ian Bogost, la ludification est une manière détournée de faire passer des messages en voulant masquer leur intention primaire. Il s'agit d'après lui d'une forme de stratégie de vente pour habiller des concepts.

## Carrière
En 2008, il devient professeur associé à School of Literature, Communication, and Culture à la Georgia Institute of Technology. 

En 2011, il devient professeur de media digital à School of Literature, Communication and Culture ainsi que professeur adjoint d'information interactive à Collège of Commuting et à Georgia Institute of Technology en 2012. Entre 2010 et 2012, il est le directeur du Graduate Program in Digital Media. Il a été nommé Chair distingué Ivan Allen College en étude des médias en 2012. À la suite des exigences de sécurité à cause du COVID-19, il se doit de quitter son poste de professeur à la Georgia Institute of Technology. Il a ensuite pris un poste de professeur adjoint à l'université de Washington. 

## Jeux
| Nom                         | Description | Date de sortie  | Référence |
| Cow clicker                 | Ancêtre de Adventure capitaliste et cookie clicker, il est un jeu réalisé pour dénoncer l'abus dans les jeux sociaux tels que la promotion de l’interaction social et la monétisation plutôt que les aspects artistiques.                                                                                 | 21 juillet 2010 | https://mediarep.org/bitstream/handle/doc/3363/NECSUS_4_1_2015_199-208_Tyler_Cows_clicks_ciphers_satire.pdf?sequence=1&isAllowed=y https://www.wired.com/2011/12/ff-cowclicker/ |
| Hord of directors           | Le jeu place le joueur dans la peau d’un activiste qui essaye de se créer un programme social dans un monde de multinational complexe et entremêler. | automne 2004    | https://www.publicbooks.org/public-thinker-ian-bogost-on-games-doorknobs-and-general-readers/                                                                                   |
| A television simulator      | Ce jeu sépare l’écran en 2 parties, une avec une résolution actuelle, tel que les émulateurs pourraient faire fonctionner les jeux rétro, et l’autre partie de l’écran, avec la qualité d’écran de la sortie de ces jeux.                                                                                 |                 | |
| Guru meditation             | Ce jeu est prévu pour être zen. Il se joue avec un joyboard. une fois bien assis, le l’avatar commence à flotter, et retombe en cas de changement de position | 1982            | http://www.digiart21.org/art/guru-meditation https://toucharcade.com/2009/05/25/guru-meditation-a-peaceful-retro-relaxer/                                                       |
| simony                      | Le jeu offre une occasion unique au joueur pour découvre la relation entre la technologie et la religion a une époque laïque et l'ambiguïté inconfortable entre la vertu et le vice. | 2012            | https://www.playthepast.org/?p=3394 |
| A Slow year                 | A Slow Year est un jeu poétique contemplatif. Le joueur peut voir passer les saisons lentement sur son écran | 2010            | https://nt2.uqam.ca/fr/repertoire/slow-year |
| honorarium                  | À la suite de la demande de EA, le jeu a été créé grâce à sims carnival. L'objectif étant de montrer que le programme de création de jeu pouvait créer des jeux aussi à but artistique |                 | |
| Cruel 2 B kind              | Cruel 2 B Kind est un jeu de société qui se joue en très grand nombre. Chaque personne obtient une arme secrète qui es un acte de gentillesse. L'objectif est simple, débusqué les autres participent et les éliminer avec un acte votre arme secrète avant que eux ne vous trouve et l'utilise sur vous. | 2006            | http://www.cruelgame.com/games/ |
| Sweaty Palms                | L'objectif de ce jeu est de démontrer le potentiel des jeux abstraits sur de petit jeu, ce qui en fait l'un des premiers jeux de rendez-vous. Le but est de réussir à saisir la main de son/sa partenaire lors d'un date au cinéma. La tensions des premiers rendez-vous sera aussi de la partie !        | automne 2004    | |
| FatWorld                    | Jeu des gestions, ou on doit gérer la qualité et quantité de la nourriture distribuer dans notre société, ainsi que le sport que les gens doivent faire. L'objectif étant de les garder en bonne santé |                 | https://www.gamedeveloper.com/pc/feature-persuasive-games-texture- https://itvs.org/about/pressroom/press-release/fatworld-online-game-explores-americaand                      |
| Jetset: A Game for Airports | Jeu casual, ou on incarne un contrôleur dans un aéroport. On peut fouiller les passagers afin de prévenir d'un attaque terroriste |                 | https://blog.nearfuturelaboratory.com/tag/jetset/ https://archive.fortune.com/2009/04/01/technology/abkowitz_jetset.fortune/index.htm                                           |

- Guru Meditation (Atari 2600, iPhone)
- Sweaty Palms (Windows, Mac OS)

## Ouvrages
- (en) Ian Bogost, Unit Operations : An Approach to Videogame Criticism, Cambridge, MIT Press, 2006, 243 p. (ISBN 978-0-262-02599-7, présentation en ligne)
- (en) Ian Bogost, Persuasive Games : The Expressive Power of Videogames, Cambridge, MIT Press, 2007, 450 p. (ISBN 978-0-262-02614-7, présentation en ligne)
- (en) Nick Montfort et Ian Bogost, Racing the Beam : The Atari Video Computer System, Cambridge, MIT Press, 2009, 180 p. (ISBN 978-0-262-01257-7, présentation en ligne)
- (en) Ian Bogost, Simon Ferrari et Bobby Schweizer, Newsgames : Journalism at Play, Cambridge, MIT Press, 2010, 235 p. (ISBN 978-0-262-01487-8, lire en ligne)

## Articles
- (en) Ian Bogost, Videogames are better without stories : Film, television, and literature all tell them better. So why are games still obsessed with narrative?, The Atlantic, 2017 : https://www.theatlantic.com/technology/archive/2017/04/video-games-stories/524148/.
- (en) Ian Bogost, Videogames are better without characters, The Atlantic, 2015 : https://www.theatlantic.com/technology/archive/2015/03/video-games-are-better-without-characters/387556/.